# Мала Бальзуга
Мала Бальзуга́ (рос. Малая Бальзуга, башк. Бәләкәй Бәлзүгә) — присілок у складі Татишлинського району Башкортостану, Росія. Входить до складу Новотатишлинської сільської ради.
Населення — 246 осіб (2010; 281 у 2002).
Національний склад:
- удмурти — 99 %